# Université de Miskatonic

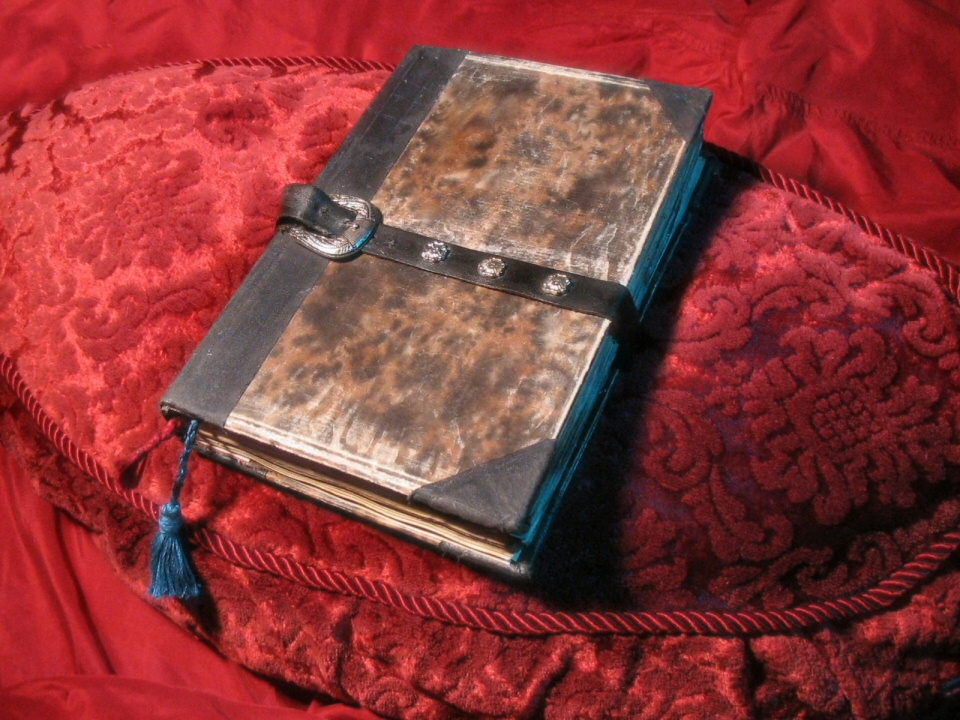
Un faux Necronomicon réalisé par un admirateur de H. P. Lovecraft.

L’université de Miskatonic est une université fictive située dans la ville fictive d'Arkham, dans le Massachusetts.
Elle apparaît dans l'oeuvre de l'écrivain américain Howard Phillips Lovecraft, et ce dès sa nouvelle Herbert West, réanimateur publiée en 1922. L'université sera par la suite citée fréquemment par Lovecraft dans ses romans et ses histoires courtes, et par d'autres auteurs comme August Derleth qui ont contribué au Mythe de Cthulhu.

## Histoire
La Miskatonic University est l'équivalent de la prestigieuse université Harvard avec plusieurs départements consacrés aux sciences comme la biologie, la physique ou encore la météorologie. Elle se situe dans la petite ville d'Arkham, dans le Massachusetts.

### Bibliothèque
L’université de Miskatonic est connue pour sa bibliothèque dont les rayons contiennent des livres consacrés à l'occulte. D’anciens et terrifiants grimoires conservés sous clef : un exemplaire du Necronomicon de l'Arabe fou Abdul al-Hazred; sa version latine, le Unaussprechlichen Kulten; ou encore le Liber Ivonis. Ces ouvrages relatent un panthéon de puissantes créatures extraterrestres endormies dans les recoins obscurs de la Terre : les Grands Anciens.
En 1929, le professeur Armitage tente de stopper une créature malfaisante, Wilbur Whateley, qui s'introduit dans la bibliothèque pour voler le Necronomicon (L'Abomination de Dunwich, 1929).

### Expéditions

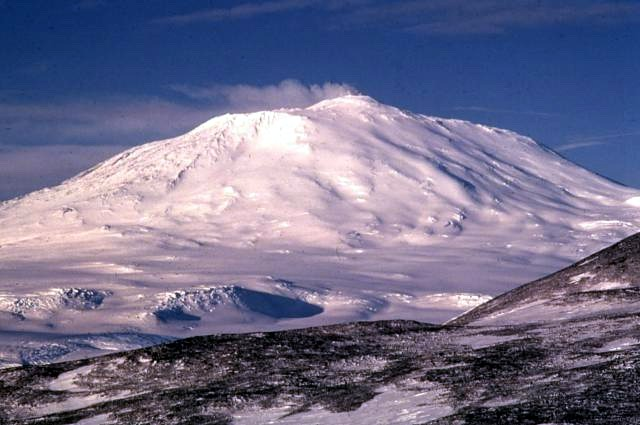
L'expédition Miskatonic atteint le Mont Erebus sur l'île de Ross.

En 1930, le professeur William Dyer, du département de géologie, est nommé à la tête d'une expédition sur le continent Antarctique. L'objectif de cette mission scientifique est la collecte de spécimens minéraux à l'aide d'un engin de forage expérimental conçu par le professeur Frank H. Pabodie, ingénieur. Après deux mois de navigation depuis le port de Boston, l'expédition atteint la chaîne de l'Amirauté puis établit une base au-delà du glacier Beardmore. En janvier, l'expédition se scinde en deux groupes après la découverte de fossiles énigmatiques. Le groupe mené par le professeur Lake, biologiste, découvre une forme de vie préhumaine évoluée jusqu'ici totalement inconnue. Dyer et son étudiant Danforth explorent une mystérieuse cité abandonnée. L’expédition se solde par un échec après la mort d'une grande partie de l'équipe (Les Montagnes hallucinées, 1936).
Le professeur Dyer réapparaît dans la nouvelle Dans l’abîme du temps (The Shadow Out of Time, 1936), où il accompagne une autre expédition de l'Université, menée cette fois par Nathaniel Wingate Peaslee, professeur d'économie amnésique, dans le désert australien.

## Apparitions

### Nouvelles
- Herbert West, réanimateur
- Le Monstre sur le seuil
- L'Abomination de Dunwich
- Dans l'abîme du temps
- Les Montagnes hallucinées
- Celui qui chuchotait dans les ténèbres
- La Maison de la sorcière
- Le pacte des Sandwin

### Dans la culture
- le jeu de rôle L'Appel de Cthulhu de Chaosium ;
- le jeu de rôle Arkeos de l'éditeur français eWs (Extraordinary Worlds Studio) ;
- le jeu de cartes à collectionner, puis évolutif L’Appel de Cthulhu (nom d’une faction) ;
- le jeu de cartes Smash Up de l'éditeur Iello ;
- Re-Animator, un film d'horreur sorti en 1985, inspiré de la nouvelle Herbert West, réanimateur, se déroule à l’université de Miskatonic ;
- L’université Miskatonic d’Arkham est citée dans le roman Le signal de Maxime Chattam ;
- Dans la série Scooby-Doo : Mystères associés saison 2 épisode 22 (Nightmare in Red), l'université est mentionnée lorsque Sammy lit la description de l'auteur Horacio Charon ;
- De nouveau dans la série Scooby-Doo : Mystères associés saison 2 épisode 26 (Come Undone), la série s'achève par une vidéo du Professeur en "science subnucléaire" Harlen Ellison, proposant à la bande de rejoindre l'université pour résoudre de nouveaux mystères ;
- Dans la série d'anthologie Le Cabinet de curiosités de Guillermo del Toro, saison 1 épisode 5 (Le Modèle), adapté du Modèle de Pickman et dont une partie de l'histoire se déroule à l'université de Miskatonic.